# Constantin Constantinovitch de Russie (1891-1918)
Pour les articles homonymes, voir Constantin Constantinovitch de Russie.
Le prince Constantin Constantinovitch de Russie (en russe : Константин Константинович Романов), né à Saint-Pétersbourg le 1er janvier 1891, assassiné le 17 juillet 1918 à Alapaïevsk en Oural est un prince de Russie appartenant à la maison Romanov qui fut assassiné par les bolcheviks en 1918.

## Généalogie
Le prince Constantin Constantinovitch de Russie est le fils du grand-duc Constantin Constantinovitch de Russie (1858-1915) de Russie et de la grande-duchesse Constantin, née princesse Élisabeth de Saxe-Altenbourg .
Il appartient à la seconde lignée issue de la première branche de la Maison d'Oldenbourg-Russie (Maison de Holstein-Gottorp-Romanov), elle-même issue de la première branche de la Maison de Holstein-Gottorp. Ces trois branches sont toutes issues de la première branche de la Maison d'Oldenbourg.

## Biographie
Le prince Constantin Constantinovitch de Russie était surnommé par ses proches "Kostia".

### Enfance
Quatrième enfant et troisième fils du grand-duc Constantin, il reçut une éducation très rigoureuse, dans la piété et l'austérité. Très jeune, le prince se passionna pour la lecture.

### Personnalité

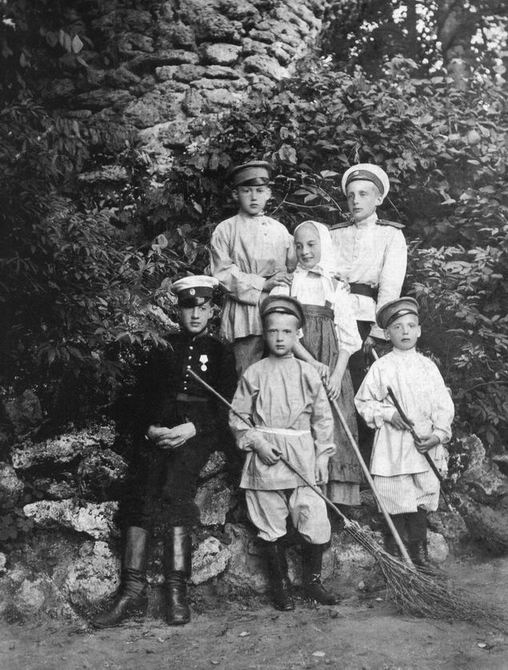
Le prince Constantin entouré de ses frères et de sa sœur.

Le prince Constantin de Russie était une personne discrète, timide qui se passionnait pour le théâtre. Il fit ses études au Corps des Pages de Sa Majesté impériale, l'académie militaire la plus prestigieuse de Saint-Pétersbourg. Après l'obtention de son diplôme, le prince désira étudier à l'Université de Moscou, mais cette requête fut rejetée. Il servit quelque temps dans la marine impériale de Russie, mais son mauvais état de santé ne lui permit pas de poursuivre une carrière dans cette armée. Il servit dans le régiment Ismaïlovsky, comme son père, au grade de capitaine. Quelque temps plus tard, il fut promu aide de camp.

### Première Guerre mondiale
Le prince Constantin se distingua lors de la Première Guerre mondiale. Un prêtre (ou higoumène) nommé Séraphime dit de lui : « C'était un officier du régiment de la Garde Ismaïlovsky extrêmement modeste, aimé des officiers et des soldats. C' était aussi un valeureux soldat. Le prêtre se souvint personnellement de lui pour l'avoir vu dans les tranchées parmi les soldats, au péril de sa vie ». Pour son héroïsme, il décoré de l'Ordre de Saint-Georges (4e classe).

### Révolution russe
Lors de la prise du pouvoir par les Bolcheviks le jeune prince fut assigné à résidence avec ses parents, ses frères et sœurs. Le 16 mars 1918, le président de la Tcheka, Moiseï Solomonovitch Ouritsky publia un décret dans les journaux, selon lequel chaque membre de la famille Romanov était tenu de s'inscrire aux bureaux de la police secrète. Il leur fut interdit de quitter Petrograd. En mars 1918, ils furent de nouveau convoqués aux bureaux de la Tcheka où il leur fut signifié leur envoi en exil. Il partit donc le 4 avril 1918, accompagné de ses deux frères, les princes Ioann et Igor, du prince Vladimir Paley, du grand-duc Serge Mikhaïlovitch de Russie et son secrétaire personnel Fiodor Semionovitch Remez. À 19 heures, le train quitta Petrograd et prit la direction de Viatka en Sibérie Orientale.

### Exil à Viatka
À leur arrivée dans la petite ville de Viatka, le prince Constantin et ses compagnons d'exil furent installés dans une maisonnette réquisitionnée par les révolutionnaires de la région. La vie dans cette petite localité de Sibérie était assez agréable, car le prince jouissait d'une certaine liberté, et il lui était permis d'écrire à ses proches. À cette époque, les habitants de la ville méconnaissaient les idées révolutionnaires des grandes villes et ils se montrèrent très affables envers les prisonniers. Inquiets par ces signes de sympathie, les Bolcheviks prirent la décision de transférer les détenus dans une autre ville le 30 avril 1918. La ville choisie fut Ekaterinbourg, ville de l'Oural.

### Exil à Ekaterinbourg

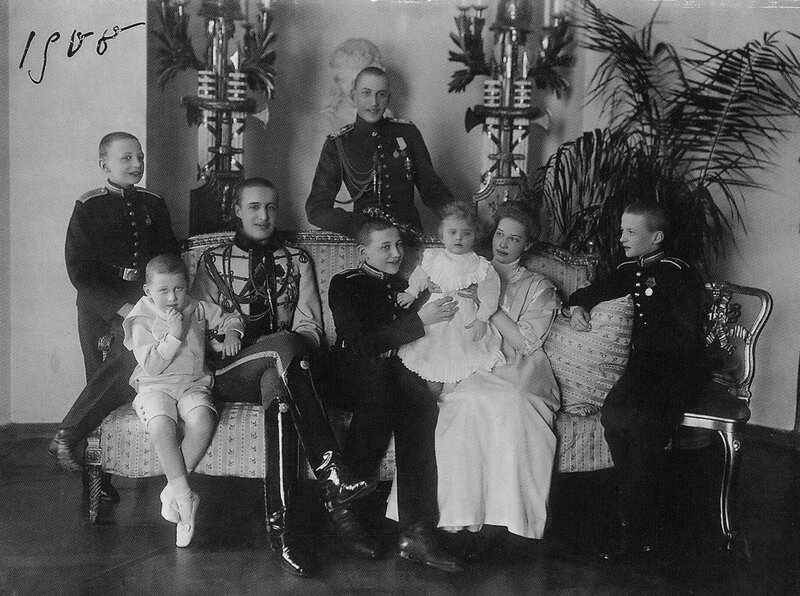
Le prince Constantin Constantinovitch de Russie entouré de ses parents, ses frères et sœur

Après avoir traversé la forêt de l'Oural, le prince et ses compagnons arrivèrent à destination. L'hôtel Atamanovka où ils furent logés était situé à quelques mètres de la maison Ipatiev où Nicolas II et sa famille étaient détenus. L'immeuble était sale, et les prisonniers n'occupaient qu'une pièce unique. Jusque-là détenues à Perm, la grande-duchesse Élisabeth et son amie, la religieuse Varvara Yakovleva les rejoignirent en mai 1918. Après deux semaines, les membres du Soviet régional de l'Oural décidèrent du transfert du prince Constantin et de ses compagnons d'exil.

### Exil à Alapaïevsk
Le 18 mai 1918, le prince Constantin et ses compagnons furent donc dirigés vers le nord de l'Oural et ils arrivèrent le 20 mai 1918 dans la petite ville d'Alapaïevsk, leur dernier lieu de captivité. Des paysans de cette petite ville de l'Oural aux rues non pavées les attendaient à la gare assis dans leurs télègues (en langue russe : телеге - telege voiture hippomobile à quatre roues utilisée en Russie) pour les transporter jusqu'à une petite bâtisse de brique construite à la périphérie d'Alapaïevsk, l'école Napolnaïa.
Les conditions de détention du prince Constantin se durcirent. Les gardes rouges se saisirent de tous les objets personnels des détenus : Vêtements, chaussures, literie, objets de valeur, argent. Les membres de la famille Romanov ne disposaient donc plus que du strict nécessaire. Apparemment, il leur fut également interdit d'écrire des lettres et même de recevoir de la correspondance. Le prince Constantin et ses frères, qui avaient été informés de la maladie grave de leur mère, en furent particulièrement affligés. Dans l'une des rares lettres adressée à sa mère, le prince Paley décrivait ainsi ses conditions de détention : ils dorment sur le plancher, mais ils peuvent se déplacer à leur guise. La nourriture manque, et les exilés cultivent donc un jardinet, afin de récolter des légumes pour subvenir à leurs besoins. Les jours de pluie, les membres de la famille Romanov se lisaient des romans les uns aux autres. Peu à peu le régime se durcit, et ils ne furent plus autorisés à se promener. L'école fut entourée par une clôture en fil de fer barbelé et de petites tranchées creusées dans le sol. L'atroce massacre des membres de la famille Romanov eut lieu deux semaines plus tard.

### Assassinat du prince Constantin
À l'aube du 18 juillet 1918, les gardes rouges amenèrent près de l'école deux charrettes. Dans la première, montèrent la grande-duchesse et son amie, la religieuse Varvara Yakovlena, dans la seconde, le prince Constantin et ses deux frères, le grand-duc Serge Mikhaïlovitch avec son secrétaire Fiodor Semionovitch Remez et le prince Paley. À l'exception du grand-duc Serge Mikhaïlovitch, les détenus ne montrèrent aucune résistance. Les deux charrettes se dirigèrent vers une clairière, et arrivées sur les lieux du supplice, elles furent immobilisées à quelques mètres du puits de mine de Selimskaïa, puis les condamnés reçurent l'ordre de descendre. Les révolutionnaires disposèrent une planche au-dessus du puits, les yeux bandés, les mains liées, les victimes furent guidées par les révolutionnaires vers la planche. À l'exception du grand-duc Serge qui, après s'être jeté sur les gardes, fut tué d'une balle, les malheureux furent jetés vivants un à un dans le gouffre profond de quinze mètres. Dans leur chute, certaines victimes touchèrent les troncs d'arbre disposés en guise d'étais. Les malheureux survécurent à leur chute, et leurs bourreaux jetèrent pêle-mêle des madriers, des grenades dans le puits. Malgré cet horrible carnage, certaines victimes comme la grande-duchesse Élisabeth et le prince Ioann survécurent, d'autres moururent des suites de leurs blessures, ou de faim.[non neutre]

## Remontée des corps des suppliciés d'Alapaïevsk
Le 27 septembre 1918, l'Armée blanche arriva sur les lieux des assassinats. Le 6 octobre 1918, le policier T. Malchikov donna l'ordre de rechercher les cadavres. Se basant sur les témoignages des habitants d'Alapaïevsk, des investigations furent entreprises autour des puits de mine. Le 19 octobre 1918, l'on retrouva une casquette sur le sol ayant appartenu à l'un des princes, puis le lendemain, l'on retrouva le lieu du supplice. Pendant quatre jours, les hommes remontèrent un à un les corps des malheureuses victimes.
- Le 21 octobre 1918 : la dépouille de Fiodor Semionovitch Remez, secrétaire du grand-duc Serge Mikhaïlovitch;
- Le 22 octobre 1918 : les dépouilles de sœur Varvara Yakovleva, et du prince Paley;
- Le 23 octobre 1918 : Les dépouilles des princes Constantin  et Igor de Russie et du grand-duc Serge Mikhaïlovitch;
- Le 24 octobre 1918 : Les dépouilles de la grande-duchesse Élisabeth et du prince Ioann.

Après avoir retiré les corps des suppliciés de la mine, ils furent soumis à un examen médical et à une minutieuse autopsie.
« Sur les personnes remontées de la mine, seul le grand-duc Serge Mikhaïlovitch a une blessure par balle, située à l'arrière de la tête au bas de la nuque. Les autres victimes furent jetées vivantes dans la mine et décédèrent de faim ou des suites de leurs blessures dues à leur chute sur les parties saillantes des arbres utilisés comme étais du puits de mine. En dépit de son long séjour au fond du puits de mine inondé le corps de la grande-duchesse a été retrouvé intact. Son visage avait conservé l'expression d'un sourire, sa main droite avait conservé le geste d'une bénédiction. Le corps du prince Ioann était, quant à lui, soumis à un degré plus ou moins grand de décomposition ».
Les autopsies démontrèrent que certaines victimes avaient cessé de vivre presque immédiatement, que d'autres avaient survécu et étaient mortes après une lente et longue agonie des suites de leurs blessures ou d'inanition. Il fut également démontré que la grande-duchesse à l'aide de son voile de religieuse avait pansé la blessure au cou du prince Ioann. Quant au prince Paley, il fut retrouvé assis. Il eut certainement assez de force pour se retourner et attendre une mort inéluctable. L'autopsie démontra également que la tête et le corps du prince Constantin étaient recouverts de blessures et de contusions, il agonisa donc dans de terribles conditions. Des paysans entendirent des chants religieux qui montaient des profondeurs du puits
Après avoir effectué la toilette et enveloppé les corps des suppliciés d'un linceul blanc, la dépouille du prince et celles qui l'accompagnèrent dans la mort furent placées dans des cercueils de bois dont l'intérieur fut recouvert de tôle ondulée. Après un office religieux selon le rite de l'Église orthodoxe russe, les malheureuses victimes furent inhumées dans la crypte de la cathédrale de la Trinité d'Alapaïevsk.

## Le transport des cercueils d'Alapaïevsk à Pékin
À l'approche des Rouges, huit mois plus tard, les soldats de l'Armée blanche, qui craignaient la profanation des restes des suppliciés d'Alapaïevsk par les Bolcheviks, emportèrent avec eux les cercueils. Alors, commença pour les Blancs le long voyage à travers la Sibérie, périple qui se termina en Chine à la frontière russo-chinoise. De Pékin, ils adressèrent un message à la marquise de Milford-Haven (sœur de la grande-duchesse) où ils mentionnaient l'endroit exact où avaient été déposés les cercueils. La marquise de Milford-Haven se rendit en Chine et reconnut les corps, dont celui du prince Constantin.
Le prince Constantin fut inhumé en l'église orthodoxe de Pékin en Chine. En 1945, l'église fut détruite. Hormis les dépouilles de la grande-duchesse Elisabeth et de la religieuse Varvara Yakoleva transportées à Jérusalem, on ignore à ce jour où sont inhumés les corps.

## La liste des victimes d'Alapaïevsk
Le 18 juillet 1918, le prince Constantin Constantinovitch fu assassiné avec :
- La grande-duchesse Élisabeth de Russie (1864-1918), religieuse au monastère de Marthe et de Marie, veuve du grand-duc Serge Alexandrovitch de Russie et sœur aînée de l'impératrice Alexandra;
- Le grand-duc Serge Mikhaïlovitch de Russie (1869-1918) fils du grand-duc Michel de Russie;
- le prince Ioann Constantinovitch de Russie (1886-1918), fils du grand-duc Constantin Constantinovitch de Russie (1858-1915);
- Le prince Igor Constantinovitch de Russie (1894-1918), frère du précédent;
- Le prince Vladimir Pavlovitch Paley fils du grand-duc Paul Alexandrovitch de Russie;
- Fiodor Semionovitch Remez, secrétaire du grand-duc Serge Mikhaïlovitch;
- Sœur Varvara Yakovleva de la congrégation des religieuses de Marthe et de Marie, amie de la grande-duchesse Élisabeth.

### Canonisation
En 1981, le prince Constantin fut canonisé comme nouveau martyr par l'Église orthodoxe russe à l'étranger. En 2000, après bien des débats, l'Église orthodoxe de Russie le déclara martyr de l'oppression de l'Union soviétique.

## Réhabilitation des huit victimes d'Alapaïevsk
Le 8 juin 2009, le procureur général de Russie réhabilita le prince Constantin de Russie à titre posthume. « Toutes ces personnes ont été victimes de la répression sous la forme d'arrestation, de déportation et furent soumises à une surveillance des organes du KGB sans raisons », - a dit le représentant de la Justice de la fédération de Russie

## Recherche des dépouilles des suppliciés d'Alapaïevsk
Le 23 juin 2009, le représentant de la famille Romanov en Russie envisage le retour des dépouilles des suppliciés d'Alapaïevsk en Russie. Les historiens chinois et russes travaillent conjointement pour situer l'emplacement exact de l'église où furent inhumés en 1957 les restes des princes Ioann, Igor et Constantin Constantinovitch de Russie, le prince Paley, le grand-duc Serge Mikhaïlovitch et son secrétaire Fiodor Semionovitch Remez.

## Distinction
- Ordre de Saint-Georges (4e classe)

## Les sept suppliciés d'Alapaïevsk

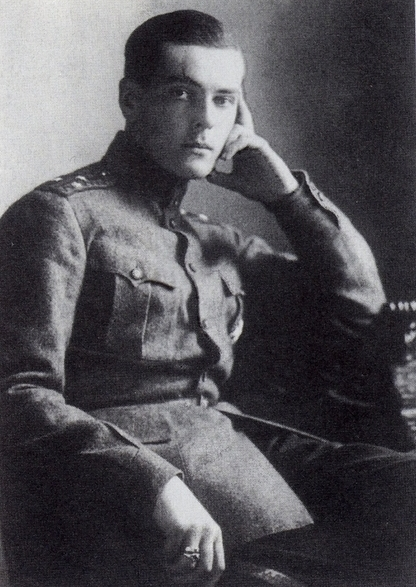
Vladimir Pavlovitch Paley (21 ans)
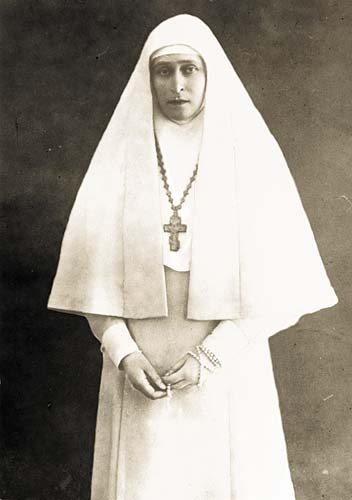
Grande-duchesse Elisabeth Fiodorovna (53 ans)
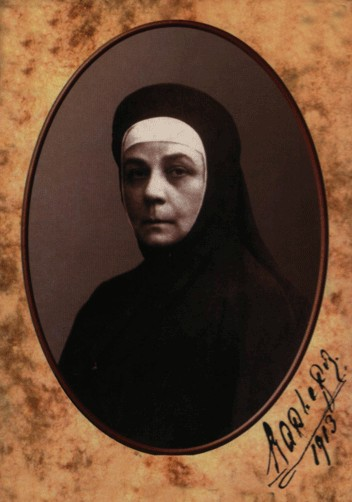
Sœur Varvara Yakovleva (35 ans)
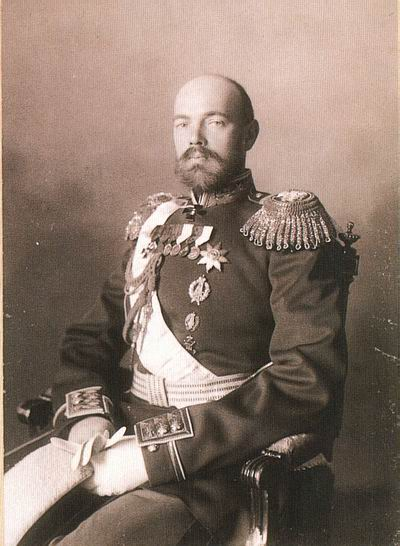
Grand-duc Serge Mikhaïlovitch de Russie (48 ans)
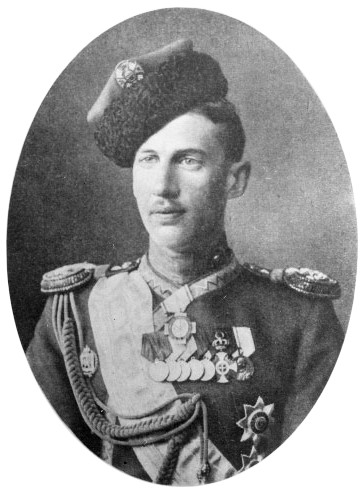
Prince Ioann Constantinovitch de Russie (32 ans)
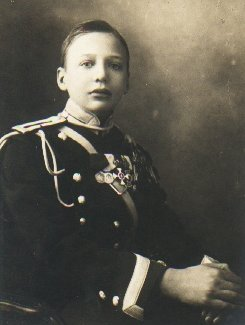
Prince Igor Constantinovitch de Russie (24 ans)